# راویداسویر
راویداسویر (انگلیسی: Ravidasvir) (PPI-668) یک داروی ضد ویروسی و مهارکننده تحقیقاتی NS5A (توسط Pharco Pharmaceuticals) در آزمایش‌های بالینی برای ژنوتیپ ۴ هپاتیت مزمن ث است.

نتایج اولیه کارآزمایی بالینی در نوامبر ۲۰۱۵ اعلام شد. در آوریل ۲۰۱۷، گزارش‌های مطبوعاتی بیان کردند که یک درمان ترکیبی شامل راویداسویر و سوفوسباویر در یک کارآزمایی بالینی انجام شده در مالزی و تایلند به میزان ۹۷ درصد از بین بردن هپاتیت ث و ۱۰۰ درصد در دیگری دست یافته است. این آزمایش در کشور مصر هم انجام شد. به این دارو توسط آژانس ملی تنظیم مقررات دارویی (NPRA) مالزی ثبت نام مشروط اعطا شده است.